# 默旺·托马
默旺·托马（法語：Mewen Tomac，2001年9月11日—），法国男子游泳运动员，2022年欧洲游泳锦标赛男子4×100米混合泳接力银牌得主和男子4×200米自由泳接力铜牌得主、2024年世界短池游泳锦标赛男子200米仰泳铜牌得主。